# Phới

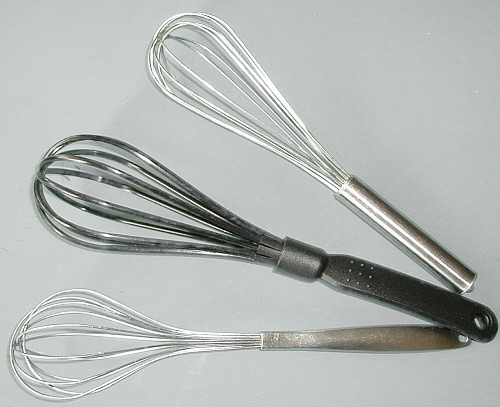
Ba cái phới bằng kim loại và bằng nhựa

Phới hay cây đánh trứng (tiếng Pháp: fouet) là dụng cụ làm bếp dùng để đánh nhuyễn, trộn đều, hoặc để đánh tơi (trộn không khí) vào một chất lỏng hay sền sệt.
Dụng cụ này dùng nhiều trong công thức làm bánh ngọt Âu châu để đánh trứng hoặc đánh kem bằng tay.
Phới bằng điện tiếng Việt thường gọi là máy đánh trứng.